# Lúcia Mendonça Previato
Lúcia Mendonça Previato (nascuda el 1949) és una biòloga brasilera. Va ser guardonada amb els premis L’Oréal-UNESCO per a dones en ciència el 2004 per la seva investigació sobre la prevenció de la malaltia de Chagas.
Lucia Mendonça Previato va néixer el 1949, a Maceió, i es va traslladar amb la seva família a Rio de Janeiro als 5 anys. Es va graduar a la Universidat de Santa Úrsula el 1971 i es va doctorar a la Universitat Federal de Rio de Janeiro en Microbiologia i Immunologia, el 1976. En la seva investigació, Previato i el seu equip van descobrir el mecanisme que permet al Trypanosoma cruzi, el protozou que transmet la malaltia de Chagas, evitar el sistema immunitari infectant un organisme humà. Aquest descobriment li va valer el premi L'Oreal per a les dones en ciència el 2004. També va rebre el premi TWAS en biologia  i l' Orde Nacional del Mèrit Científic (comendador) el 2002.
Està casada amb Jose Osvaldo Previato i té dos fills, Anna i Peter. Es va graduar a la Universitat de Santa Úrsula i es va doctorar a la Universitat Federal de Rio de Janeiro en Microbiologia i Immunologia. També és guardonada amb el premi TWAS en biologia.